# Bruno Costa (calciatore)
Bruno Xavier Almeida Costa, noto semplicemente come Bruno Costa (Oliveira de Azeméis, 19 aprile 1997), è un calciatore portoghese, centrocampista del Gyeongnam.

## Caratteristiche tecniche
È un trequartista.

## Carriera

### Club
Ha esordito con la seconda squadra del Porto il 14 agosto 2016 nel match vinto 1-0 contro l'Académico de Viseu.

### Nazionale
Nel 2017 ha partecipato con la nazionale Under-20 portoghese al Mondiale di categoria.

## Statistiche

### Presenze e reti nei club
Statistiche aggiornate al 22 settembre 2018.
| Stagione        | Squadra         | Campionato      | Campionato | Campionato | Coppe nazionali | Coppe nazionali | Coppe nazionali | Coppe continentali | Coppe continentali | Coppe continentali | Altre coppe | Altre coppe | Altre coppe | Totale | Totale |
| Stagione        | Squadra         | Comp            | Pres       | Reti       | Comp            | Pres            | Reti            | Comp               | Pres               | Reti               | Comp        | Pres        | Reti        | Pres   | Reti   |
| --------------- | --------------- | --------------- | ---------- | ---------- | --------------- | --------------- | --------------- | ------------------ | ------------------ | ------------------ | ----------- | ----------- | ----------- | ------ | ------ |
| 2016-2017       | Porto B         | SL              | 6          | 0          | -               | -               | -               | -                  | -                  | -                  | -           | -           | -           | 6      | 0      |
| 2017-2018       | Porto B         | SL              | 31         | 3          | -               | -               | -               | -                  | -                  | -                  | -           | -           | -           | 31     | 3      |
| 2018-2019       | Porto B         | SL              | 1          | 0          | -               | -               | -               | -                  | -                  | -                  | -           | -           | -           | 1      | 0      |
| Totale Porto B  | Totale Porto B  | Totale Porto B  | 38         | 3          |                 | -               | -               |                    | -                  | -                  |             | -           | -           | 38     | 3      |
| 2017-2018       | Porto           | PL              | 0          | 0          | CP+CdL          | 0               | 0               | UCL                | 1                  | 0                  | -           | -           | -           | 1      | 0      |
| 2018-2019       | Porto           | PL              | 2          | 0          | TP+CdL          | 0+2             | 0               | UCL                | 2                  | 0                  | -           | -           | -           | 6      | 0      |
| 2019-gen. 2020  | Porto           | PL              | 2          | 0          | TP+CdL          | 1+2             | 0               | UEL                | 1                  | 0                  | -           | -           | -           | 6      | 0      |
| gen.-giu. 2020  | Portimonense    | PL              | 17         | 0          | TP+CdL          | 0               | 0               | -                  | -                  | -                  | -           | -           | -           | 17     | 0      |
| 2020-2021       | Paços Ferreira  | PL              | 31         | 4          | TP+CdL          | 1+0             | 0               | -                  | -                  | -                  | -           | -           | -           | 32     | 4      |
| 2021-2022       | Porto           | PL              | 12         | 0          | TP+CdL          | 3+2             | 0               | UCL+UEL            | 1+3                | 0                  | -           | -           | -           | 21     | 0      |
| Totale Porto    | Totale Porto    | Totale Porto    | 16         | 0          |                 | 10              | 0               |                    | 8                  | 0                  |             | -           | -           | 34     | 0      |
| Totale carriera | Totale carriera | Totale carriera | 102        | 7          |                 | 11              | 0               |                    | 8                  | 0                  |             | -           | -           | 121    | 7      |

## Palmarès

### Club

#### Competizioni nazionali
- Segunda Liga: 1

Porto B: 2015-2016
- Campionato portoghese: 1

Porto: 2021-2022
- Coppa del Portogallo: 2

Porto: 2021-2022, 2022-2023
- Supercoppa di Portogallo: 1

Porto: 2022
- Coppa di Lega portoghese: 1

Porto: 2022-2023